# Bundesliga Femenina 2016-17
La Bundesliga Femenina 2016-17 fue la 27.ª edición de la máxima categoría de la liga de fútbol femenino de Alemania. Comenzó el 3 de septiembre de 2016 y terminó el 21 de mayo de 2017. El equipo campeón fue VfL Wolfsburgo y el subcampeón FC Bayern Múnich que además se clasificaron a la Liga de Campeones Femenina de la UEFA.

## Clasificación
| Pos. | Equipo                   | Pts. | PJ | G  | E | P  | GF | GC | Dif. | Clasificación o descenso     |
| ---- | ------------------------ | ---- | -- | -- | - | -- | -- | -- | ---- | ---------------------------- |
| 1    | VfL Wolfsburgo (C)       | 54   | 22 | 17 | 3 | 2  | 56 | 14 | +42  | Calificó a Liga de Campeones |
| 2    | FC Bayern Múnich         | 52   | 22 | 17 | 1 | 4  | 36 | 15 | +21  | Calificó a Liga de Campeones |
| 3    | 1. FFC Turbine Potsdam   | 50   | 22 | 16 | 2 | 4  | 42 | 16 | +26  |                              |
| 4    | SC Friburgo              | 47   | 22 | 14 | 5 | 3  | 45 | 20 | +25  |                              |
| 5    | 1. FFC Frankfurt         | 37   | 22 | 10 | 7 | 5  | 40 | 28 | +12  |                              |
| 6    | SGS Essen                | 32   | 22 | 9  | 5 | 8  | 38 | 30 | +8   |                              |
| 7    | TSG Hoffenheim           | 30   | 22 | 9  | 3 | 10 | 23 | 23 | 0    |                              |
| 8    | SC Sand                  | 27   | 22 | 8  | 3 | 11 | 29 | 23 | +6   |                              |
| 9    | FF USV Jena              | 17   | 22 | 5  | 2 | 15 | 19 | 34 | −15  |                              |
| 10   | MSV Duisburgo            | 16   | 22 | 4  | 4 | 14 | 19 | 49 | −30  |                              |
| 11   | Bayer 04 Leverkusen      | 9    | 22 | 2  | 3 | 17 | 16 | 53 | −37  | Desciende a 2. Bundesliga    |
| 12   | Borussia Mönchengladbach | 6    | 22 | 2  | 0 | 20 | 8  | 66 | −58  | Desciende a 2. Bundesliga    |

 Fuente: 

## Resultados
|                          | DUI | ESS | FRI | FRA | HOF | JEN | MGL | LEV | MUN | POT | SAN | WOL |
| ------------------------ | --- | --- | --- | --- | --- | --- | --- | --- | --- | --- | --- | --- |
| MSV Duisburgo            |     | 0-3 | 3-3 | 1-2 | 1-0 | 3-1 | 2-1 | 0-1 | 0-1 | 1-2 | 3-3 | 0-3 |
| SGS Essen                | 1-1 |     | 1-0 | 0-3 | 1-0 | 1-4 | 3-0 | 7-1 | 0-3 | 1-1 | 1-1 | 0-2 |
| SC Friburgo              | 5-0 | 4-2 |     | 0-0 | 0-0 | 2-1 | 4-0 | 2-1 | 2-3 | 2-1 | 2-1 | 2-0 |
| 1. FFC Frankfurt         | 1-0 | 2-2 | 1-1 |     | 1-3 | 2-1 | 8-0 | 4-2 | 4-2 | 1-1 | 3-1 | 1-5 |
| TSG Hoffenheim           | 1-0 | 1-1 | 1-2 | 2-2 |     | 1-0 | 3-0 | 3-1 | 0-1 | 0-3 | 1-0 | 1-2 |
| FF USV Jena              | 1-0 | 0-4 | 0-2 | 0-1 | 0-1 |     | 1-0 | 1-1 | 0-1 | 0-2 | 0-3 | 1-2 |
| Borussia Mönchengladbach | 1-3 | 0-3 | 0-4 | 0-2 | 0-4 | 0-3 |     | 2-1 | 0-3 | 1-3 | 0-1 | 1-2 |
| Bayer 04 Leverkusen      | 0-0 | 1-5 | 1-3 | 2-2 | 0-1 | 0-2 | 2-1 |     | 0-1 | 1-2 | 0-3 | 1-8 |
| FC Bayern Múnich         | 3-1 | 2-0 | 1-1 | 1-0 | 2-0 | 2-1 | 1-0 | 1-0 |     | 1-2 | 1-0 | 1-2 |
| 1. FFC Turbine Potsdam   | 8-0 | 2-0 | 0-1 | 3-0 | 1-0 | 1-0 | 5-0 | 1-0 | 0-4 |     | 1-0 | 1-3 |
| SC Sand                  | 6-0 | 0-1 | 2-3 | 1-0 | 1-0 | 3-0 | 0-1 | 2-0 | 0-1 | 0-1 |     | 0-0 |
| VfL Wolfsburgo           | 2-0 | 2-1 | 1-0 | 0-0 | 4-0 | 2-2 | 8-0 | 2-0 | 2-0 | 0-1 | 4-1 |     |

Actualizado al 21 de mayo de 2017. Fuente:

## Goleadoras
| Posición | Jugadora         | Club                   | Goles |
| -------- | ---------------- | ---------------------- | ----- |
| 1        | Mandy Islacker   | 1. FFC Frankfurt       | 19    |
| 2        | Vivianne Miedema | FC Bayern Múnich       | 14    |
| 3        | Hasret Kayikçi   | SC Friburgo            | 12    |
| 4        | Lina Magull      | SC Friburgo            | 11    |
| 5        | Tabea Kemme      | 1. FFC Turbine Potsdam | 10    |
| 6        | Alexandra Popp   | VfL Wolfsburgo         | 8     |
| 6        | Lea Schüller     | SGS Essen              | 8     |
| 8        | Svenja Huth      | 1. FFC Turbine Potsdam | 7     |
| 8        | Felicitas Rauch  | 1. FFC Turbine Potsdam | 7     |
| 8        | Nina Burger      | SC Sand                | 7     |

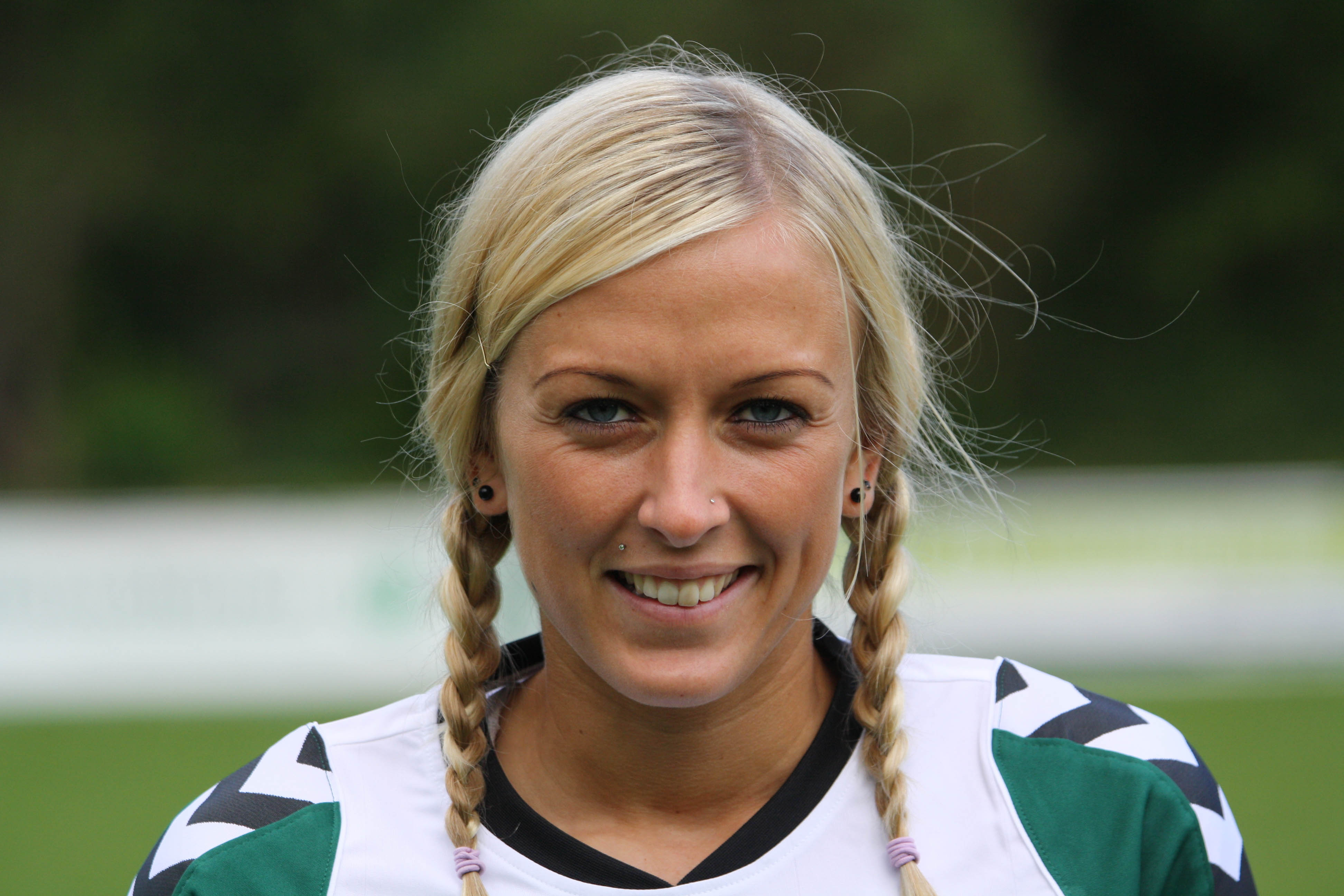
Mandy Islacker, goleadora de la temporada.

Actualizado al 21 de mayo de 2017. Fuente:

### Tripletas
| Jugador         | Para             | Contra                   | Resultado | Fecha                    | Ref.  |
| --------------- | ---------------- | ------------------------ | --------- | ------------------------ | ----- |
| Mandy Islacker  | 1. FFC Frankfurt | Borussia Mönchengladbach | 8–0       | 4 de septiembre de 2016  | [ 4 ] |
| Lena Petermann  | SC Friburgo      | MSV Duisburgo            | 5–0       | 11 de septiembre de 2016 | [ 5 ] |
| Mandy Islacker  | 1. FFC Frankfurt | SGS Essen                | 3–0       | 19 de marzo de 2017      | [ 6 ] |
| Lina Magull     | SC Friburgo      | SGS Essen                | 4–2       | 30 de abril de 2017      | [ 7 ] |
| Pernille Harder | VfL Wolfsburgo   | Borussia Mönchengladbach | 8–0       | 30 de abril de 2017      | [ 8 ] |
| Lea Schüller    | SGS Essen        | Bayer 04 Leverkusen      | 7–1       | 14 de mayo de 2017       | [ 9 ] |

## Equipo Campeón
| VfL Wolfsburgo | |
|                | Porteras: Almuth Schult, Jana Burmeister, Merle Frohms Defensas: Luisa Wensing, Nilla Fischer, Babett Peter, Noëlle Maritz, Stephanie Bunte, Joelle Wedemeyer Centrocampistas: Zsanett Jakabfi, Anna Blässe, Vanessa Bernauer, Lara Dickenmann, Caroline Hansen, Isabel Kerschowski, Lena Goeßling, Sara Björk Gunnarsdóttir, Élise Bussaglia, Julia Simic, Emily van Egmond Delanteras: Tessa Wullaert, Alexandra Popp, Jasmin Sehan, Ewa Pajor, Pernille Harder, Marie Dølvik Markussen Entrenador: Ralf Kellermann |